# Mozarteumorchester Salzburg

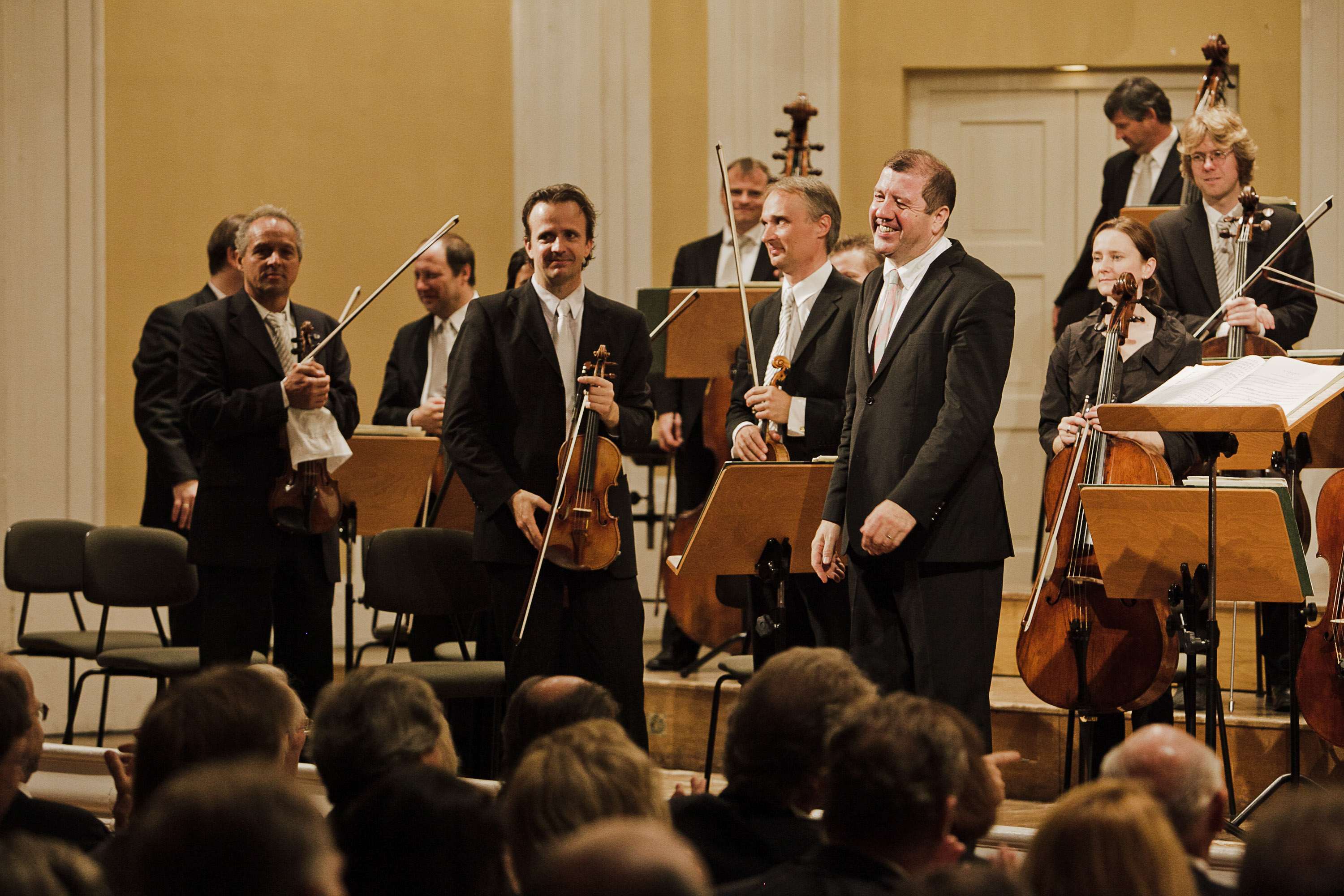
Ivor Bolton und das Mozarteumorchester

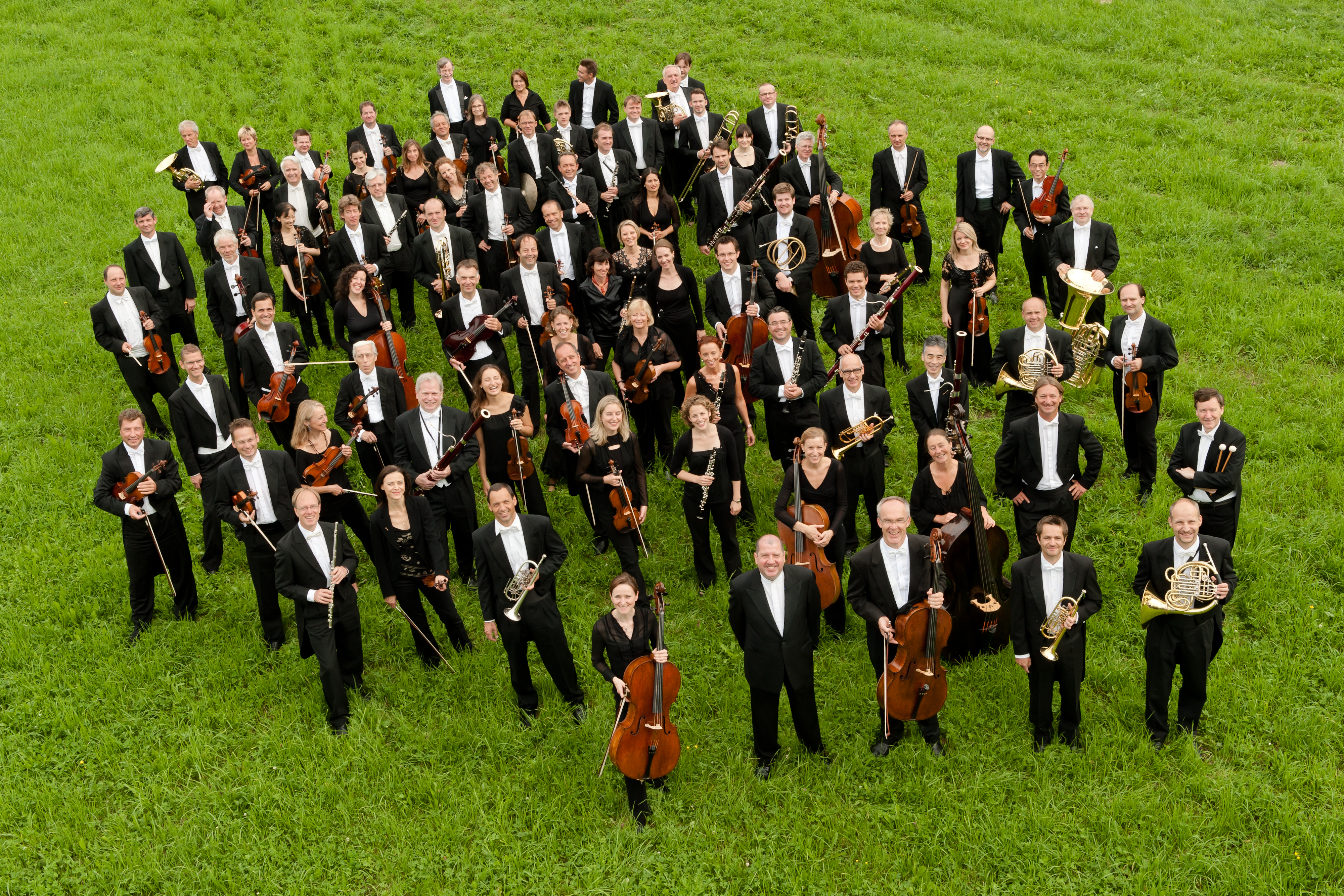
Das Mozarteumorchester Salzburg

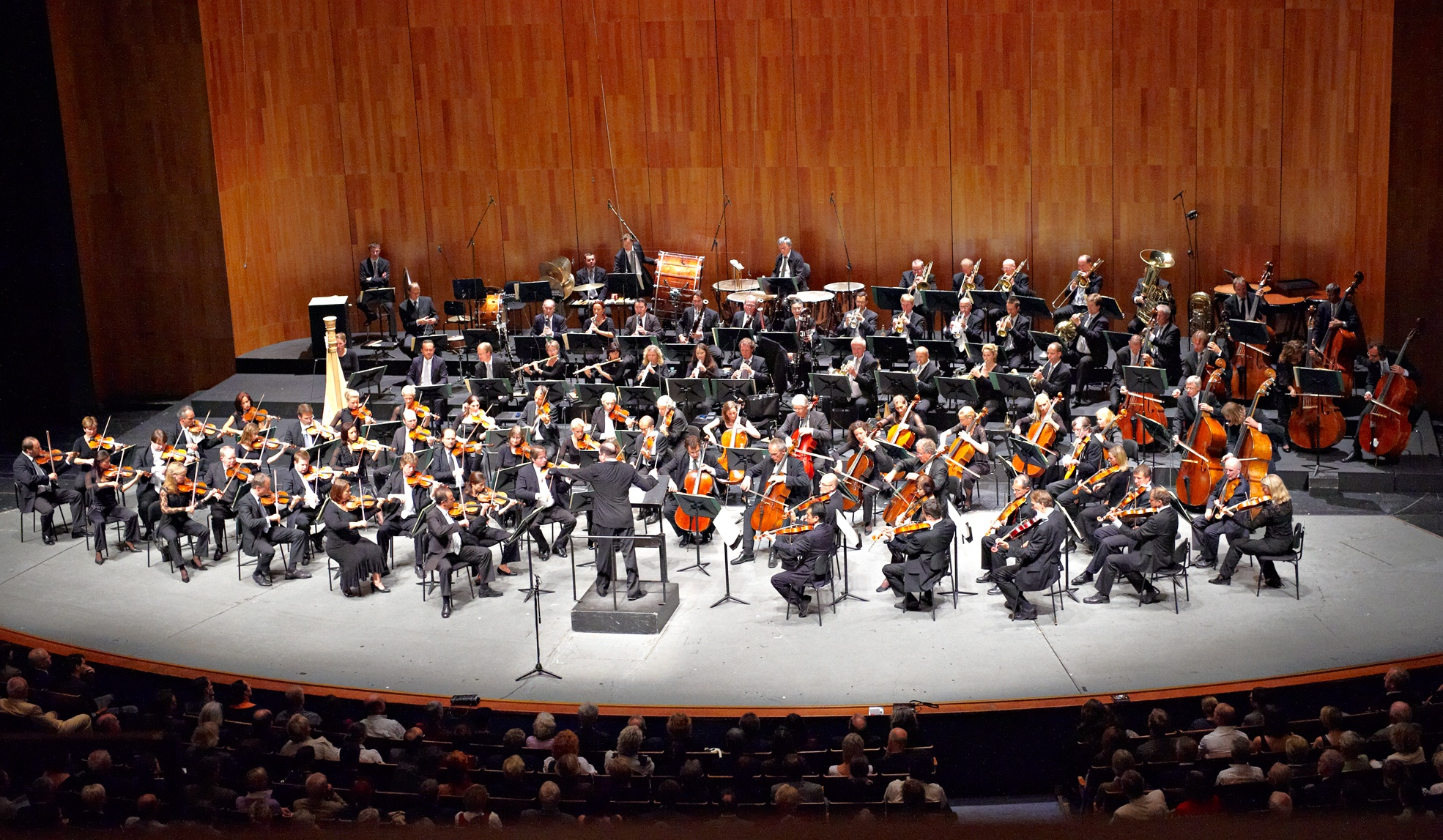
Ein Konzert des Mozarteumorchesters Salzburg

Das Mozarteumorchester Salzburg (MO Salzburg) ist das Sinfonieorchester von Stadt und Land Salzburg. Die Heimstätte des Orchesters befindet sich im sogenannten Orchesterhaus neben dem alten Petersbrunnhof im Nonntal.

## Geschichte
Das Orchester hat seine Wurzeln im 1841 gegründeten „Dommusikverein und Mozarteum“, der mit Unterstützung von Wolfgang Amadeus Mozarts Witwe Constanze Mozart und seinen beiden Söhnen gegründet wurde. Es war ursprünglich das Orchester der Studierenden der Musikschule und späteren Akademie Mozarteum. Es trägt seit 1908 die heutige Bezeichnung.
Im Jahr 1939 löste sich das Mozarteumorchester Salzburg von der damaligen Akademie und wurde zum Orchester von ausgewählten Berufsmusikern und zur selbständigen Institution. Durch den Zweiten Weltkrieg wurde auch das Orchester dezimiert. Dank des Zuzugs heimatvertriebener Deutscher, allesamt hervorragende Musiker, konnten die Reihen gefüllt werden. In der Besatzungszeit kam es zu massiven Beschränkungen, es fehlte an jeder rechtlichen und sozialen Absicherung und die Musiker spielten auch Tanz- und Jazzmusik bei den Amerikanern oder im Cafe Winkler auf dem Mönchsberg. Die Gagen wurden quasi von den Veranstaltern und Dirigenten bezahlt. Dank des intensiven Einsatzes einiger Musiker und der sozialistischen Gewerkschaft, konnte die öffentliche Hand von der Notwendigkeit eines Sinfonieorchesters mit sozial und rechtlich abgesicherten Angestellten überzeugt werden. So wurde 1958 der erste Kollektivvertrag abgeschlossen und eine Körperschaft des öffentlichen Rechtes gebildet werden. Daher rührt auch die ständige Verpflichtung zu Auftritten im Salzburger Landestheater für Opern, Operetten und Musicals.
Im Jahr 1958 wurde das Orchester zum Sinfonieorchester von Stadt und Land Salzburg erweitert und zählt als subventionierter Kulturbetrieb heute zu den führenden Sinfonieorchestern Österreichs.

## Besetzung und Dirigenten
Das Orchester setzt sich heute aus 91 Musikern zusammen. Von 2004 bis zum Ende der Spielzeit 2015/2016 war Ivor Bolton als Chefdirigent für das Orchester maßgeblich verantwortlich. Als Ehrendirigent wird er dem Orchester auch künftig verbunden bleiben. Erster Gastdirigent ist seit der Spielzeit 2016/17 Giovanni Antonini. Ab Februar 2014 fungierte Thomas Wolfram als geschäftsführender Direktor, sein Nachfolger ist seit Juli 2020 Siegwald Bütow. Im Dezember 2016 wurde Riccardo Minasi als Nachfolger von Ivor Bolton zum Chefdirigenten bestellt. Designierter Chefdirigent ab der Saison 2024/25 ist Roberto González-Monjas.
Gastdirigenten waren unter anderem Trevor Pinnock, Hans Graf, Robin Ticciati, Marc Minkowski, Yannick Nézet-Séguin, Mark Elder, Frans Brüggen, Andris Nelsons, Mark Wigglesworth und Thomas Dausgaard. 
Als eines der ersten Sinfonieorchester engagierte der Klangkörper Dirigentinnen. Bereits 1979 leitete Hortense von Gelmini unter anderem eine Aufführung von Bruckners Sinfonie in d-Moll, der sogenannten Nullten und konzertierte mit dem Trompeter Ludwig Güttler, im Großen Festspielhaus. 2004 dirigierte Julia Jones Mozarts Entführung aus dem Serail. Die Litauerin Mirga Gražinytė-Tyla war von 2015 bis zum Ende der Spielzeit 2016/2017 Musikdirektorin am Salzburger Landestheater.

## Programm und Repertoire
Das Mozarteumorchester ist Veranstalter zweier eigener Konzertreihen: die Sonntagsmatineen im Großen Festspielhaus bieten große Sinfonik von der Klassik bis zur Gegenwart. Die Donnerstagskonzerte sind eine thematisch angelegte Konzertreihe, die eine Balance zwischen bekannten Orchestermusik und unbekannteren Werken sucht. Der Schwerpunkt liegt auf Werken der Wiener Klassik. Für das Salzburger Landestheater spielt das Orchester Musiktheatervorstellungen von Oper bis hin zu Operette, Ballett und Musical, für die Salzburger Kulturvereinigung großes sinfonisches Repertoire. Auf seinen internationalen Tourneen repräsentiert das Mozarteumorchester die Stadt und das Land Salzburg und tritt als musikalischer Botschafter auf. Alljährlich im Januar und Februar finden auch mehrere Konzerte im Rahmen der Salzburger Mozartwoche statt.
Eine enge Zusammenarbeit verbindet das Orchester mit den Salzburger Festspielen. Seit 1921 zählt das Ensemble zu den Säulen des Festivals, spielt mit Unterbrechungen seit 1949 die Mozart-Matineen im Mozarteum und seit 1950 Mozarts Große Messe in c-Moll in der Stiftskirche St. Peter, übernimmt Serenaden, Konzerte geistlicher Musik, die musikalische Umrahmung der alljährlichen Festspieleröffnung und das Abschlusskonzert des Young Singers Project. Seit 2008 wird das Mozarteumorchester von den Festspielen auch für große Opernproduktionen verpflichtet:
- 2008 und 2010 Gounods Roméo et Juliette unter Yannick Nézet-Séguin und mit Anna Netrebko bzw. Nino Machaidze (Felsenreitschule)
- 2009 Haydns Armida (Felsenreitschule)
- 2011 Konzertante Aufführung von Le rossignol und Iolanta (Großes Festspielhaus)
- 2012 Peter von Winters Das Labyrinth (Residenzhof)
- 2014 Uraufführung von Marc-André Dalbavies Charlotte Salomon (Felsenreitschule)

Offizielle Hauptsponsoren des Mozarteumorchesters Salzburg sind Audi und die Leica Camera AG.

## Jugendprojekte
Ein besonderes Anliegen des Mozarteumorchesters ist die Arbeit mit Jugendlichen. So brachte das Mozarteumorchester 2008 im Rahmen seines Jugendprojektes „2 ORCHESTRAS“ sein erstes Auftragswerk für die Kombination professionelles Orchester und Jugendorchester zur Uraufführung. Das Projekt wurde in der Spielzeit 2010/2011 mit einem Werk des Komponisten Toshio Hosokawa fortgesetzt. Begleitende Musikworkshops zu Konzerten und eine musikalische Schulpatenschaft sind weitere Initiativen im Bereich der Jugendarbeit.

## Chefdirigenten
- 1841–1861: Alois Taux
- 1861–1868: Hans Schläger
- 1868–1880: Otto Bach
- 1880–1908: Joseph Friedrich Hummel
- 1908–1911: Joseph Reiter
- 1911–1913: Paul Graener
- 1913–1917: Franz Ledwinka
- 1917–1938: Bernhard Paumgartner
- 1939–1944: Willem van Hoogstraten
- 1946: Robert Wagner
- 1947–1949: Meinhard von Zallinger
- 1949–1953: Paul Walter
- 1953–1958: Ernst Märzendorfer
- 1959: Meinhard von Zallinger
- 1960–1969: Mladen Bašić
- 1969–1981: Leopold Hager
- 1981–1984: Ralf Weikert
- 1984–1994: Hans Graf
- 1994–2004: Hubert Soudant
- 2004–2016: Ivor Bolton
- 2017–2022: Riccardo Minasi
- ab 2024: Roberto González-Monjas

## Direktoren
- 1978–1987: Sigune Neureiter
- 1987–1992: Thomas Wolfram
- 1992–1995: Peter Ramsauer
- 1995–2005: Erwin Niese
- 2005–2010: Stefan Rosu
- 2010–2014: Vera van Hazebrouck
- 2014–2020: Thomas Wolfram
- seit 2020: Siegwald Bütow

## Diskografie
Die Arbeit des Mozarteumorchesters ist auf zahlreichen Tonträgern dokumentiert. Die CD-Veröffentlichungen beim Label Oehms Classics umfassen unter anderem zahlreiche Werke Mozarts, Haydns Oratorien Die Jahreszeiten und Die Schöpfung, von Berlioz L’enfance du Christ sowie einen begonnenen Zyklus mit den Sinfonien Anton Bruckners. Auf DVD sind u. a. Gounods Roméo et Juliette mit Rolando Villazón und Zarzuelas mit Plácido Domingo erschienen.